# Neuvic, Corrèze
Neuvic este o comună în departamentul Corrèze din centrul Franței. În 2009 avea o populație de 1.868 de locuitori.

## Evoluția populației
| An        | 1975  | 1982  | 1990  | 1999  | 2006  | 2009  |
| --------- | ----- | ----- | ----- | ----- | ----- | ----- |
| Populație | 1.848 | 1.844 | 1.829 | 1.850 | 1.905 | 1.868 |